# Shibetsu (thị trấn)
Shibetsu (標津町 Shibetsu-chō) là thị trấn thuộc huyện Shibetsu, Hokkaidō, Nhật Bản. Tính đến ngày 1 tháng 10 năm 2020, dân số ước tính thị trấn là 5.023 người và mật độ dân số là 8 người/km2. Tổng diện tích thị trấn là 624,49 km2.

## Địa lý

### Khí hậu
| Dữ liệu khí hậu của thị trấn Shibetsu, Hokkaidō | Dữ liệu khí hậu của thị trấn Shibetsu, Hokkaidō | Dữ liệu khí hậu của thị trấn Shibetsu, Hokkaidō | Dữ liệu khí hậu của thị trấn Shibetsu, Hokkaidō | Dữ liệu khí hậu của thị trấn Shibetsu, Hokkaidō | Dữ liệu khí hậu của thị trấn Shibetsu, Hokkaidō | Dữ liệu khí hậu của thị trấn Shibetsu, Hokkaidō | Dữ liệu khí hậu của thị trấn Shibetsu, Hokkaidō | Dữ liệu khí hậu của thị trấn Shibetsu, Hokkaidō | Dữ liệu khí hậu của thị trấn Shibetsu, Hokkaidō | Dữ liệu khí hậu của thị trấn Shibetsu, Hokkaidō | Dữ liệu khí hậu của thị trấn Shibetsu, Hokkaidō | Dữ liệu khí hậu của thị trấn Shibetsu, Hokkaidō | Dữ liệu khí hậu của thị trấn Shibetsu, Hokkaidō |
| Tháng                                           | 1                                               | 2                                               | 3                                               | 4                                               | 5                                               | 6                                               | 7                                               | 8                                               | 9                                               | 10                                              | 11                                              | 12                                              | Năm                                             |
| ----------------------------------------------- | ----------------------------------------------- | ----------------------------------------------- | ----------------------------------------------- | ----------------------------------------------- | ----------------------------------------------- | ----------------------------------------------- | ----------------------------------------------- | ----------------------------------------------- | ----------------------------------------------- | ----------------------------------------------- | ----------------------------------------------- | ----------------------------------------------- | ----------------------------------------------- |
| Cao kỉ lục °C (°F)                              | 7.9 (46.2)                                      | 9.7 (49.5)                                      | 17.6 (63.7)                                     | 30.0 (86.0)                                     | 32.1 (89.8)                                     | 33.7 (92.7)                                     | 33.9 (93.0)                                     | 35.0 (95.0)                                     | 32.7 (90.9)                                     | 26.5 (79.7)                                     | 19.0 (66.2)                                     | 15.0 (59.0)                                     | 35.0 (95.0)                                     |
| Trung bình ngày tối đa °C (°F)                  | −1.4 (29.5)                                     | −1.4 (29.5)                                     | 2.2 (36.0)                                      | 8.0 (46.4)                                      | 12.9 (55.2)                                     | 15.7 (60.3)                                     | 19.2 (66.6)                                     | 21.9 (71.4)                                     | 20.4 (68.7)                                     | 15.3 (59.5)                                     | 8.3 (46.9)                                      | 1.4 (34.5)                                      | 10.2 (50.4)                                     |
| Trung bình ngày °C (°F)                         | −5.4 (22.3)                                     | −5.5 (22.1)                                     | −1.6 (29.1)                                     | 3.4 (38.1)                                      | 8.1 (46.6)                                      | 11.5 (52.7)                                     | 15.4 (59.7)                                     | 18.0 (64.4)                                     | 16.1 (61.0)                                     | 10.4 (50.7)                                     | 3.8 (38.8)                                      | −2.6 (27.3)                                     | 6.0 (42.7)                                      |
| Tối thiểu trung bình ngày °C (°F)               | −10.9 (12.4)                                    | −11.0 (12.2)                                    | −6.0 (21.2)                                     | −0.6 (30.9)                                     | 4.1 (39.4)                                      | 8.4 (47.1)                                      | 12.6 (54.7)                                     | 14.9 (58.8)                                     | 11.9 (53.4)                                     | 5.2 (41.4)                                      | −1.0 (30.2)                                     | −7.6 (18.3)                                     | 1.7 (35.0)                                      |
| Thấp kỉ lục °C (°F)                             | −26.3 (−15.3)                                   | −31.5 (−24.7)                                   | −26.4 (−15.5)                                   | −13.7 (7.3)                                     | −3.2 (26.2)                                     | −0.3 (31.5)                                     | 3.0 (37.4)                                      | 6.0 (42.8)                                      | 0.8 (33.4)                                      | −4.4 (24.1)                                     | −14.1 (6.6)                                     | −19.5 (−3.1)                                    | −31.5 (−24.7)                                   |
| Lượng Giáng thủy trung bình mm (inches)         | 38.0 (1.50)                                     | 28.0 (1.10)                                     | 54.3 (2.14)                                     | 82.8 (3.26)                                     | 109.8 (4.32)                                    | 111.9 (4.41)                                    | 123.1 (4.85)                                    | 161.2 (6.35)                                    | 174.5 (6.87)                                    | 125.2 (4.93)                                    | 78.5 (3.09)                                     | 62.4 (2.46)                                     | 1.154,4 (45.45)                                 |
| Số ngày giáng thủy trung bình (≥ 1.0 mm)        | 8.2                                             | 6.7                                             | 8.4                                             | 10.2                                            | 10.9                                            | 10.0                                            | 12.3                                            | 13.4                                            | 12.6                                            | 10.6                                            | 9.9                                             | 9.3                                             | 122.5                                           |
| Số giờ nắng trung bình tháng                    | 144.9                                           | 159.3                                           | 178.4                                           | 177.8                                           | 169.4                                           | 129.4                                           | 117.8                                           | 123.6                                           | 142.4                                           | 153.1                                           | 140.3                                           | 138.0                                           | 1.774,4                                         |
| Nguồn: Cục Khí tượng Nhật Bản                   |                                                 |                                                 |                                                 |                                                 |                                                 |                                                 |                                                 |                                                 |                                                 |                                                 |                                                 |                                                 |                                                 |